# Langues orientales
Les langues orientales sont une catégorie hétéroclite de langues parlées à l'est de l'Europe occidentale — qui se caractérisent souvent par une écriture différente de celle de l'alphabet latin (au moins au XIXe siècle), :
- elles comprennent l'arabe, le persan, le turc, l'hébreu et les autres langues parlées dans le Proche-et-Moyen-Orient (kurde, pachto, etc.)[2] ;
- elles comprennent les langues d'Asie orientale, dont le chinois, le coréen, le japonais, le mongol, d'Asie du Sud-Est comme le malais-indonésien, le javanais, le tagalog (filipino), le vietnamien, le cambodgien, le lao, le siamois (thaï), le birman, les langues de l'Asie du Sud, dont l'hindi, l'ourdou, le sanskrit, le singhalais, le tamoul, le télougou, le bengali, le dzongkha ou encore le népalais, ainsi que le rromani (tsigane), et d'Asie centrale, dont le tibétain, le kazakh, l'ouïghour, l'ouzbek ou le turkmène et du Caucase (arménien, azéri, géorgien), et d'Océanie-Pacifique (langues mélanésiennes et polynésiennes)[2] ;
- elles incluent parfois le grec et les langues des pays d'Europe centrale et orientale, notamment le russe et d'autres langues slaves (biélorussien, bulgare, macédonien, polonais, serbo-croate (bosniaque, croate, monténégrin, serbe), slovaque, slovène, tchèque, ukrainien, etc.), baltes (lituanien, letton) et finno-ougriennes (finnois, estonien, hongrois), ou le roumain[2] ;
- on y ajoute parfois les langues des peuples premiers des Amériques comme l'inuit ou le quechua[2].

Les langues orientales sont notamment enseignées dans des institutions spécifiques comme l'INALCO ou l'université de Naples “L’Orientale”. Ces établissements peuvent également assurer des enseignements et des recherches en langues africaines qui peuvent apparaître dans leur dénomination, par exemple l'École des études orientales et africaines (SOAS) de Londres. 
L'École nationale des langues orientales vivantes (devenue en 1971 Institut national des langues et civilisations orientales) est souvent désignée par apocope Langues O, écrit parfois langzo.
L'École des langues orientales anciennes (ELAO) de l'Institut catholique de Paris, aujourd'hui École des langues et civilisations de l'Orient ancien (d) (ELCOA), assure un enseignement de plusieurs langues orientales anciennes, notamment akkadien, hittite, égyptien, grec biblique, hébreu biblique, araméen (dont le chaldéen), syriaque, arménien classique, géorgien, arabe classique, ougaritique, copte, éthiopien, hébreu rabbinique, grec et latin patristiques, latin chrétien, hourrite. 
Dans l'enseignement secondaire français, existent depuis 1992 des sections européennes et de langues orientales (SELO). Les langues concernées sont l’arabe, le chinois, le japonais et le vietnamien pour les sections de langue orientale, le russe étant inclus dans les sections européennes.

## Voit aussi
- Orientalisme (études orientales)
- Langues en Afrique